# Caída hidráulica
La caída hidráulica es una situación que se da frecuentemente en canales, cuando se produce un cambio en la profundidad del flujo desde un nivel alto a un nivel bajo. Como consecuencia se verifica una profunda depresión en la superficie libre del agua en el canal.
Este fenómeno es consecuencia, generalmente, de un incremento brusco en la pendiente del canal, o en ensanchamiento rápido de la sección transversal del mismo. En la región de transición entre un estado del flujo y el siguiente aparece normalmente una curva en la superficie del agua con la concavidad hacia abajo y luego presenta un punto de inflexión y pasa a tener su concavidad hacia arriba.
El punto de inflexión se encuentra aproximadamente en  correspondencia de la profundidad crítica, en el cual la energía específica es la mínima, y el flujo pasa de una situación de flujo subcrítico a supercrítico.
Como caso especial de la caída hidráulica se da la caída libre. Esta situación se da cuando el fondo del canal tiene una discontinuidad, presenta un salto.